# Teodoeno de Antun
Teodoeno, Teudoino ou Tiouino é um conde de Autun dos séculos VIII e IX da família dos Guilhemidas. Ele é o filho de Teodorico I, conde de Autun, e de Alda, ela mesma filha de Carlos Martel.

## Biografia
Ele não é mencionado como conde de Autun, na carta que seu irmão Guilherme estabelece a 15 de dezembro de 804 como data da fundação da abadia de Gellone, com outros dois irmãos, Aleauma (ou Adalelma) e um Teodorico, que não é mencionado em todas as cartas · .

## Casamento e filhos
A sua mulher não é conhecida. Nós sabemos que ele é o pai de ·  :
- Teodorico II, conde de Autun
- talvez, Aba, a esposa de Guerino , e a mãe de Isembarto (em) (800 † 858), conde de Autun, de 853 (a 858.